# Platyzosteria rufoscabra
Platyzosteria rufoscabra är en kackerlacksart som beskrevs av M. Josephine Mackerras 1967. Platyzosteria rufoscabra ingår i släktet Platyzosteria och familjen storkackerlackor. Inga underarter finns listade i Catalogue of Life.